# Benjamin Henry Sheares
Benjamin Henry Sheares (* 12. August 1907 in Singapur; † 12. Mai 1981 ebenda) war von 1971 bis 1981 der zweite Präsident von Singapur und Nachfolger von Yusof bin Ishak. Er war davor der erste Kanzler der National University of Singapore.

## Trivia
Nach ihm ist eine Brücke in Singapur, die Benjamin Sheares Bridge, benannt.